# علم ليسوتو
أعتمد علم ليسوتو الحالي في 4 تشرين الاول - أكتوبر من سنة 2006، ويتكون من ثلاثة ألوان أفقية هي الأزرق والأبيض والأخضر مع قبعة موكوروتلو باللون الأسود في المركز.

## الرمزية
| اللون | الرمزية         |
| ----- | --------------- |
| أزرق  | السماء أو المطر |
| أبيض  | السلام          |
| أخضر  | الازدهار        |

## الأعلام السابقة

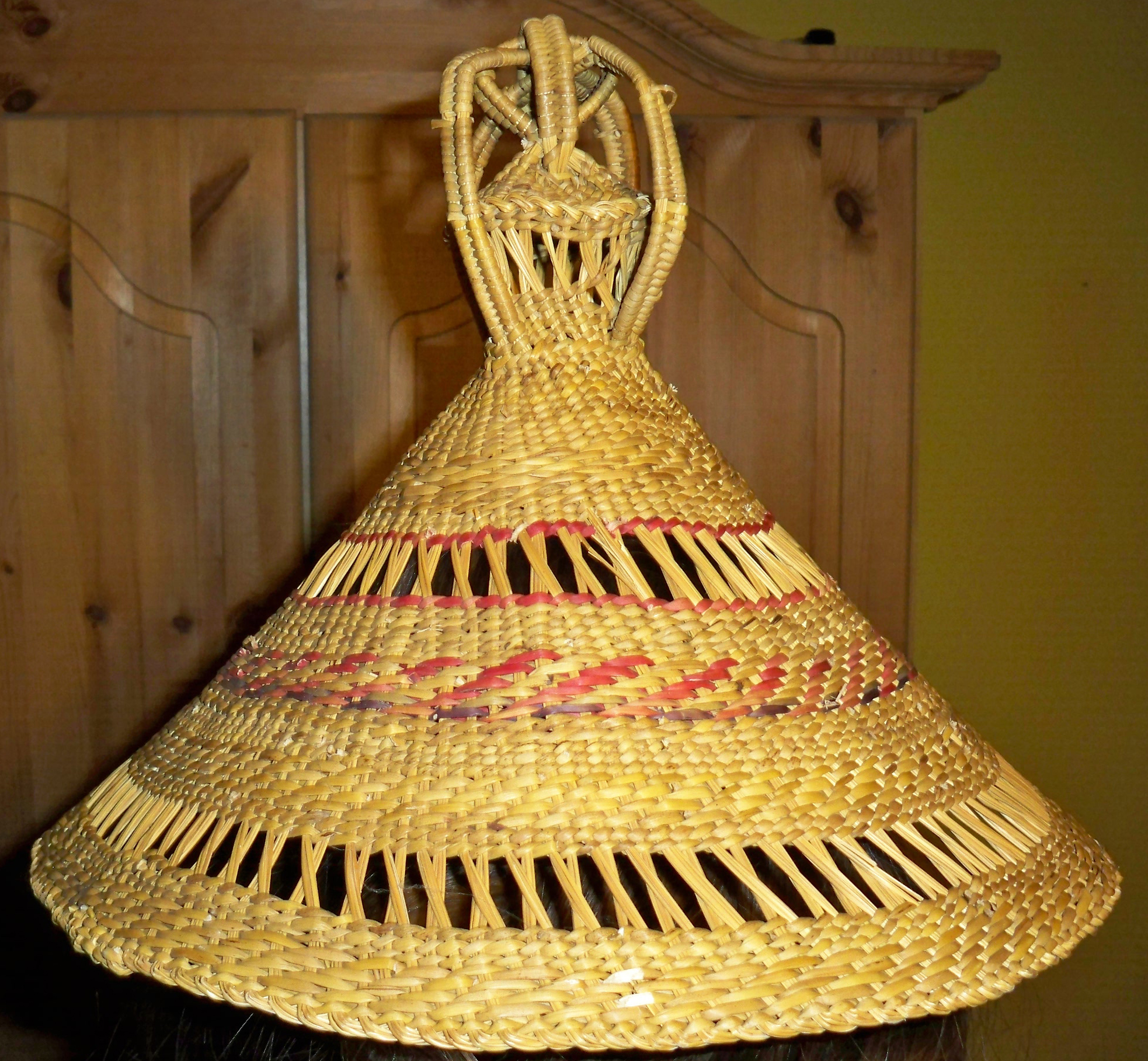
قبعة موكوروتلو

قُدم علم ليسوتو الأول في 4 أكتوبر 1966، وهو يوم استقلال ليسوتو عن المملكة المتحدة. مثل اللون الأزرق السماء والمطر، والأبيض السلام، والأخضر الأرض، والأحمر الإيمان.
واعتمد علم جديد، صممه الرقيب ريتشيليسيتسو ماتيتي، في 20 يناير 1987، في أعقاب انقلاب عسكري أطاح بالحزب الوطني الباسوتي بعد 20 عامًا في السلطة. وحل درع باسوتو التقليدي محل الموكوروتلو باعتباره الشعار الرئيسي. وتغير مخطط الألوان ونمطها أيضًا، مع وجود حقل أبيض ثلاثي يمثل السلام ويمثل الشريط الأزرق المطر والمثلث الأخضر الازدهار.

## علم 2006
في عام 2006، أختير علم جديد من أربعة تصميمات مقترحة؛ كل هذه التصاميم تضمنت قبعة موكوروتلو بنية اللون بدلاً من الدرع. وغير لونها لاحقًا إلى الأسود لتمثيل ليسوتو كأمة سوداء. تمت الموافقة على مشروع قانون تغيير العلم من قبل الجمعية الوطنية في 18 سبتمبر 2006، حيث صوت 84 عضوا في البرلمان لصالحه، و18 ضده، وامتنع اثنان عن التصويت. تمت الموافقة عليه لاحقًا من قبل مجلس الشيوخ أيضًا.

## أعلام تاريخية

علم باسوتولاند البريطانية مابين عامي 1822-1951
علم باسوتولاند البريطانية مابين عامي 1951-1966
علم ليسوتو ما بين عامي 1966-1987
علم ليسوتو ما بين عامي 1987-2006

## أعلام مشابهة

علم سيراليون
علم سلوفينيا التقليدي
علم أوزبكستان